# Жужул, Миомир
Миомир Жужул (хорв. Miomir Žužul; род. 19 июня 1955, Сплит) — хорватский политик, министр иностранных и европейских дел (2003—2005).

## Биография
Родился 19 июня 1955 года в Сплите. Получил докторскую степень по психологии в 1987 году в Загребском университете. В 1990 году стал профессором факультета гуманитарных и социальных наук в Загребе.

## Карьера
В ранние годы карьеры состоял в Коммунистической партии, а затем вступил в правую партию Хорватское демократическое содружество.
В начале своей дипломатической карьеры Жужул считался одним из наиболее проамериканских политиков Хорватии в результате сотрудничества со многими политиками США. Он также считался одним из ближайших союзников Иво Санадера во время его борьбы за лидерство в Хорватском демократическом содружестве.
В декабре 2003 года Жужул был назначен министром иностранных дел в правительстве Иво Санадера. В 2004 году начали появляться подробности предполагаемых коррупционных скандалов с участием Жужула, но он отрицал эти обвинения. Несмотря на недоверие со стороны коллег, Санадер попросил Жужула сохранить свой пост. В дальнейшем сабор снял с Жужула выдвинутые обвинения. Однако в январе 2005 года Жужул объявил об отставке, так как не хотел быть обузой для правительства.